# Eucalyptus regnans
Espèce
Classification phylogénétique
Répartition géographique
Eucalyptus regnans (mountain ash en anglais) est une espèce de plantes à fleurs de la famille des Myrtaceae. C'est un arbre originaire du sud-est de l'Australie (au Victoria et en Tasmanie).

## Description
C'est le plus grand de tous les arbres avec le Séquoia à feuilles d'if. En 1872, un garde forestier de Victoria en Australie mesura un de ces Eucalyptus avec un théodolite et l'estima à 132,60 mètres (20 mètres de plus que le plus grand arbre vivant connu de l'époque, un séquoia). Cet arbre fut abattu et une plaque commémorative toujours en place rappelle que les premiers européens arrivés sur place décimèrent les plus hauts spécimens par l'exploitation forestière à grande échelle.
Le plus grand Eucalyptus regnans vivant, surnommé « Centurion », a été découvert en Tasmanie en août 2008. Il mesure 100 mètres de haut,,.
Cet arbre à feuilles persistantes est le plus grand de tous les Eucalyptus, atteignant le plus souvent les 70-80 m de haut, il peut toutefois dépasser les 90 m.
Le tronc est droit, l'écorce est grise et lisse, sauf à la base du tronc sur les 5 à 15 premiers mètres, où, en vieillissant, elle devient rugueuse.
Les feuilles simples, vertes ou gris-vert, sont falciformes ou lancéolées mesurant de 9 à 14 cm de long pour 1,5 à 2,5 cm de large. L'extrémité est acuminée alors que les bords sont lisses. Le pétiole est rougeâtre.
Les fleurs sont réunies en grappes de 9 à 15 unités ; chaque fleur fait 1 cm de diamètre et possède de nombreuses étamines blanches.
Le fruit est une capsule de 5 à 9 millimètres de long sur 4 à 7 de large.

## Habitat
Cet arbre vit dans les régions fraîches, aux sols profonds, surtout montagneuses jusqu'à 1 000 mètres d'altitude, avec des précipitations abondantes de plus de 1200 millimètres par an. Sa croissance est rapide, de plus de 1 mètre par an et il peut atteindre 65 mètres en 50 ans. Avec un tel volume de bois, les troncs d'arbres abattus sur le sol peuvent continuer à abriter une biodiversité variée pendant plusieurs centaines d'années.
Fait exceptionnel pour un eucalyptus, il n'a pas tendance à repartir du pied après un incendie et ne se régénère donc pratiquement que par voie sexuée (graines). Un important feu de forêt peut détruire tous les arbres, provoquant une germination massive des graines qui profitent de l'apport minéral des cendres pour se développer. On a compté jusqu'à 2,5 millions de graines germées par hectare après un feu, mais la compétition et la sélection naturelle ramènent très rapidement la densité d'arbres adultes à 30 à 40 individus à l'hectare. Si l'on note qu'il faut environ 20 ans pour qu'une graine donne un arbre à maturité, on comprend que les feux de forêts répétés peuvent rapidement être cause d'une disparition locale de l'espèce.
E. regnans est assez variable dans sa tolérance au gel, mais les meilleures provenances toléreront -12°C. Les forêts australiennes d’ Eucalyptus regnans mature sont celles qui stockent le plus de carbone au monde, plus que les forêts de séquoia

## Galerie d'images

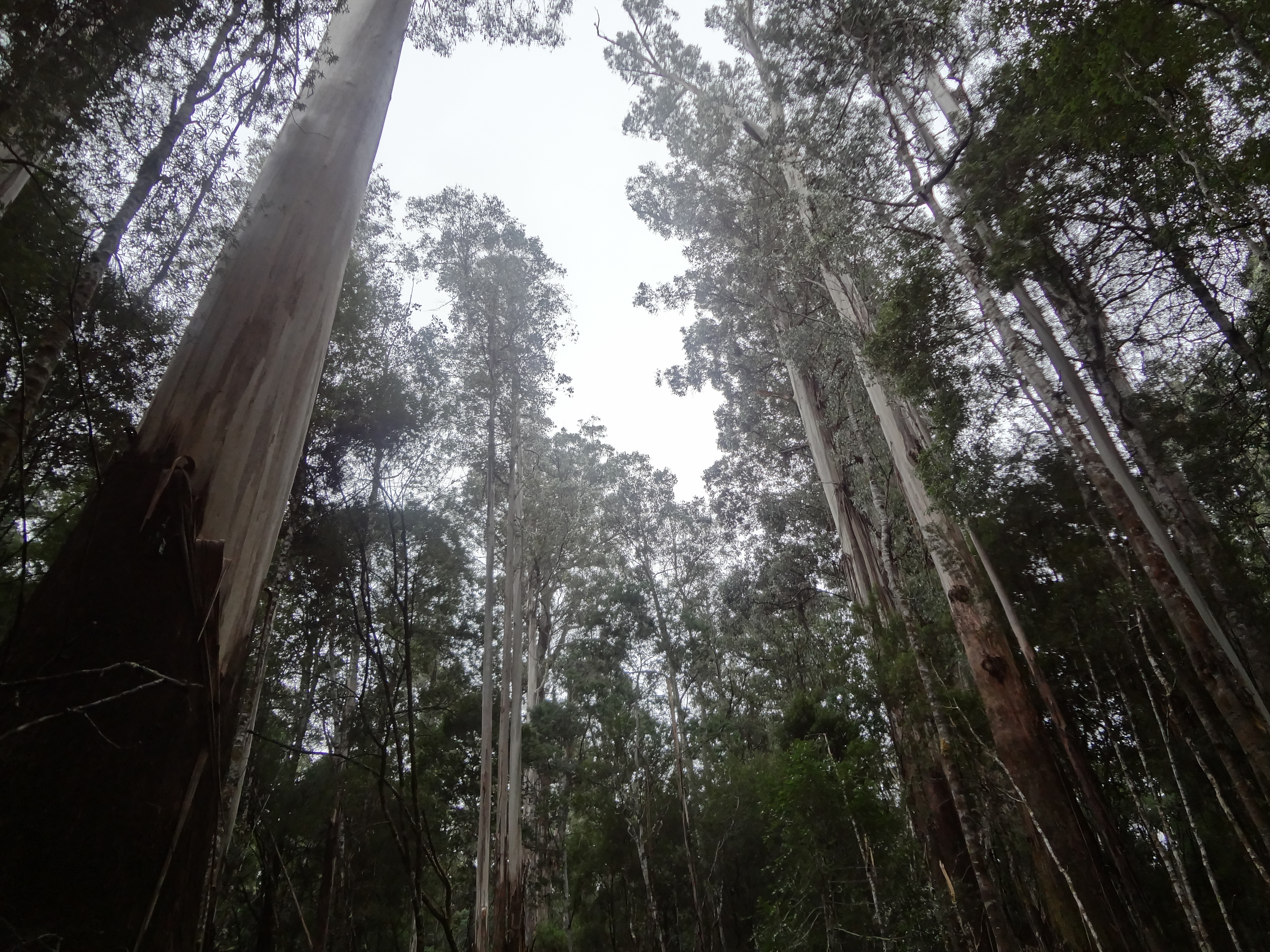
Forêt d 'Eucalyptus regnans mount field national park Tasmanie
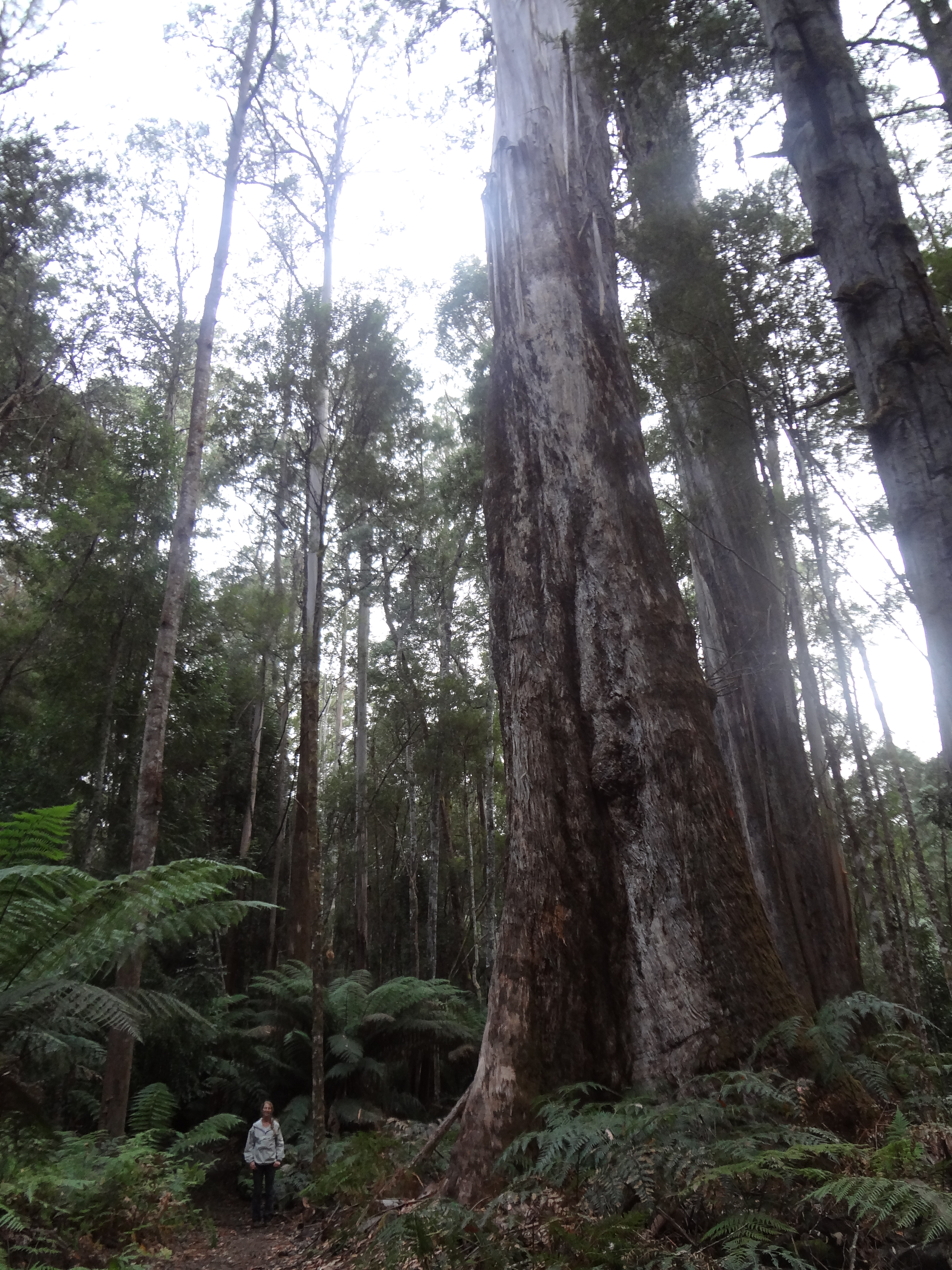
Eucalyptus regnans et Dicksonia antarctica en Tasmanie
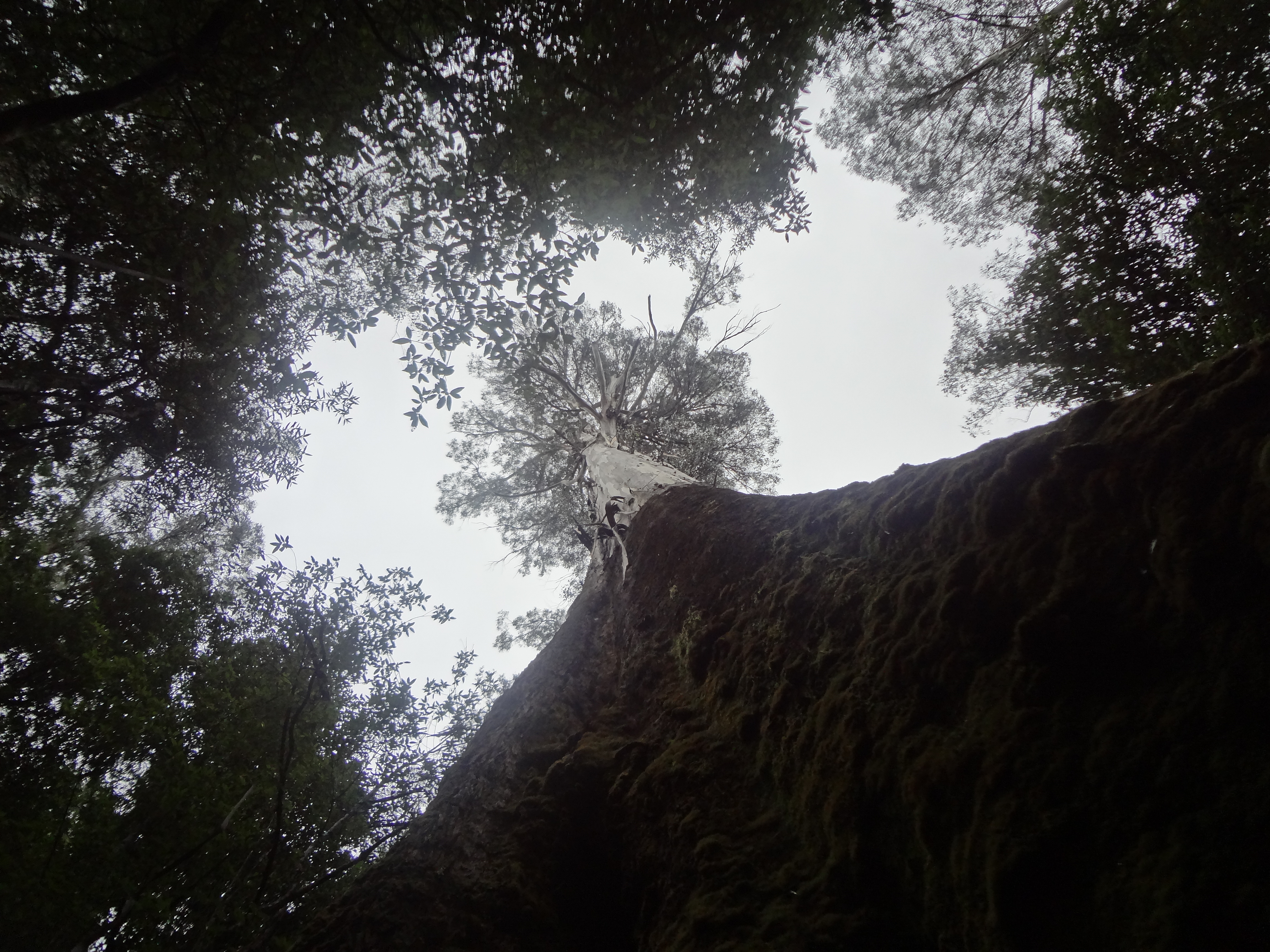
Eucalyptus regnans en 2012
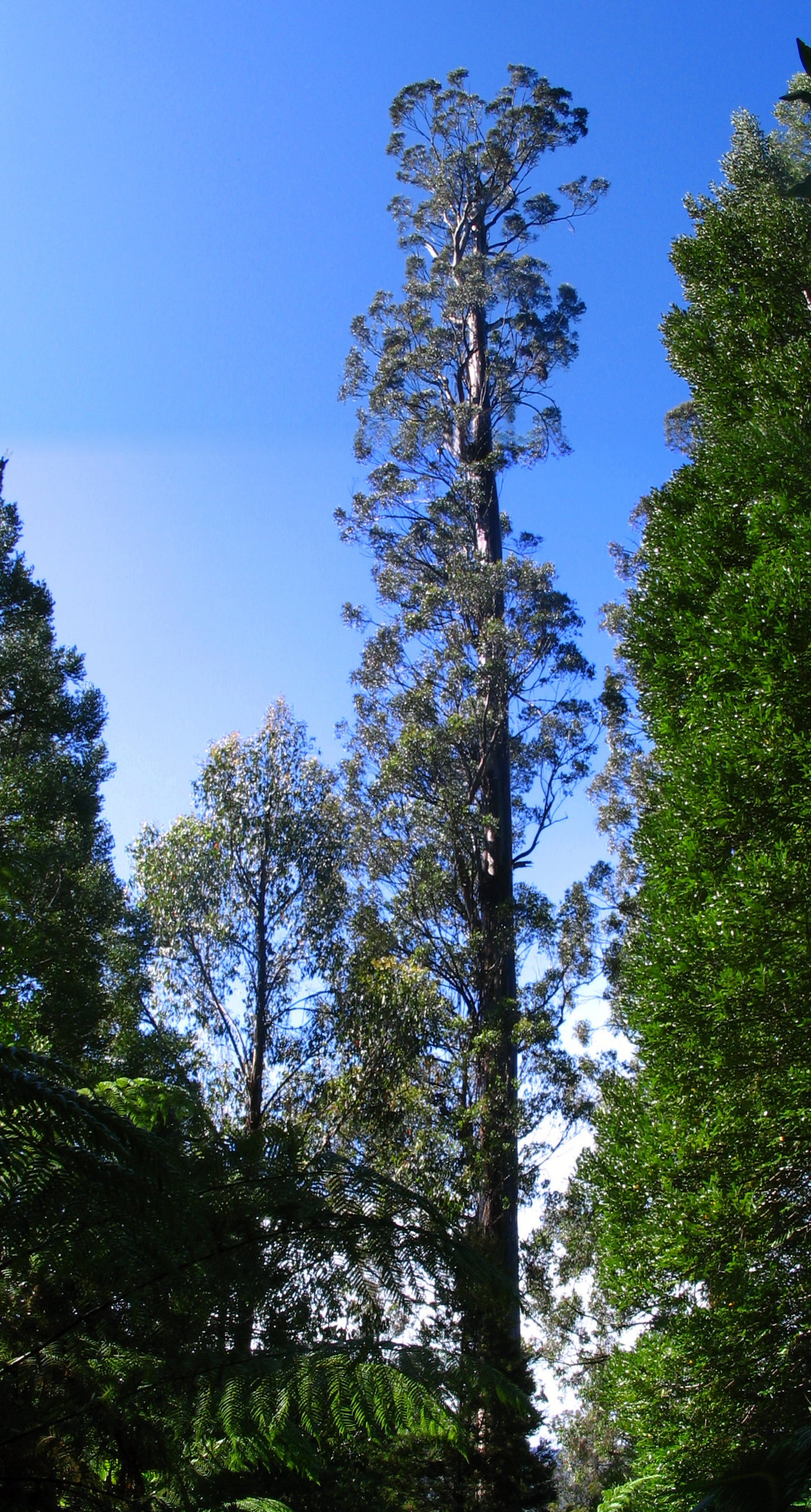
Centurion Le plus grand Eucalyptus regnans
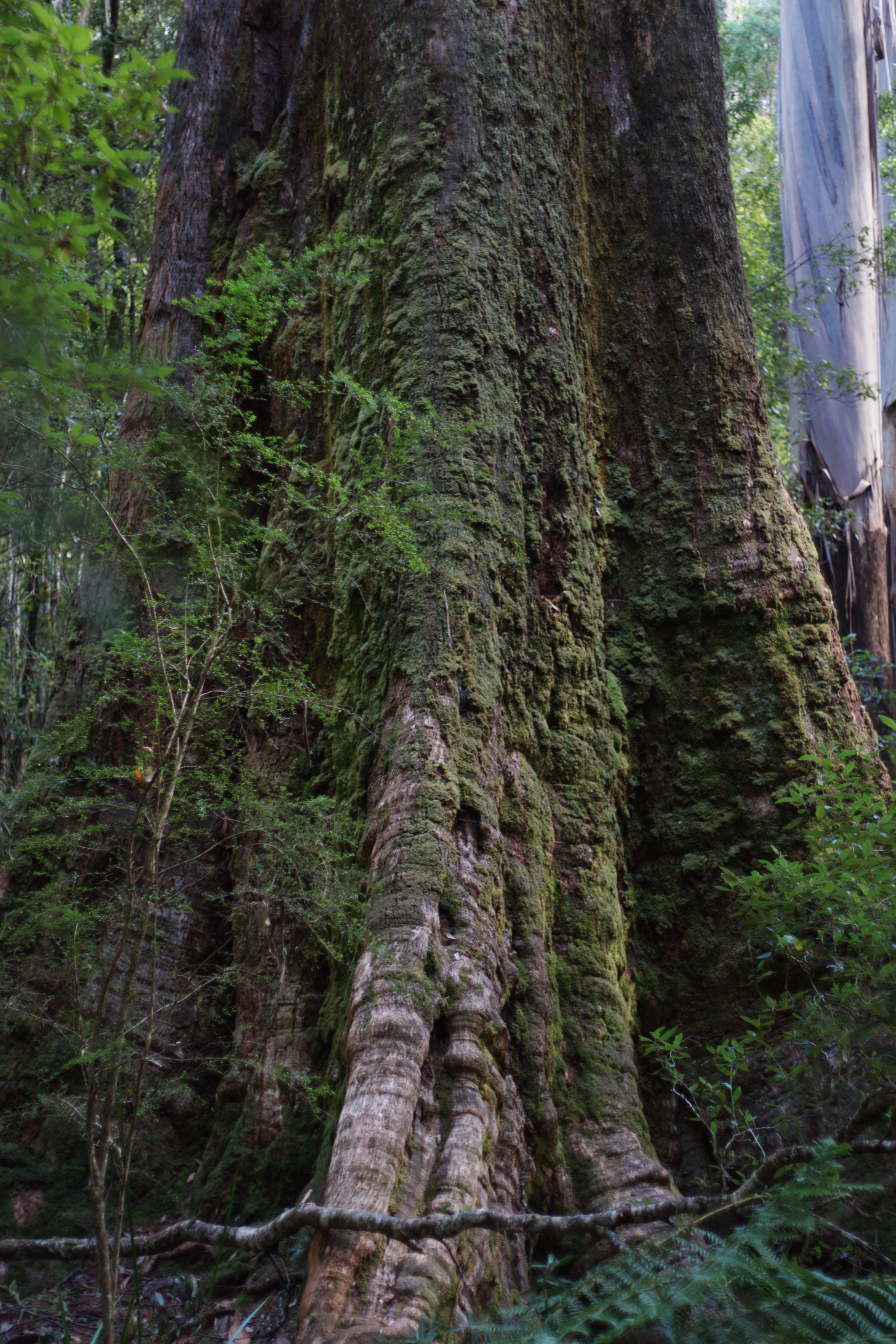
Base de tronc d'E. regnans en 2014
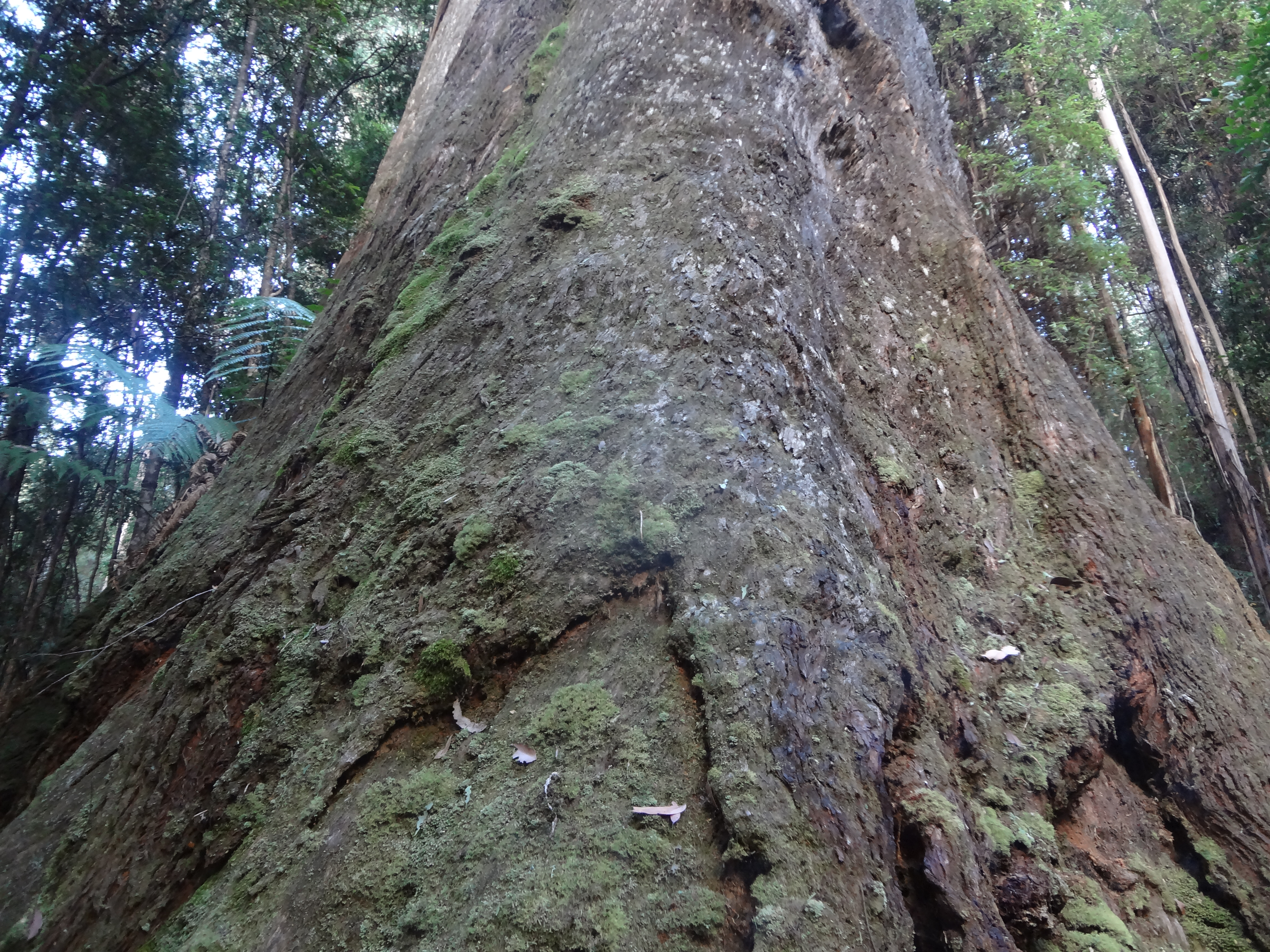
The Arve Big Tree en Tasmanie était le plus massif des plus hauts arbres existants
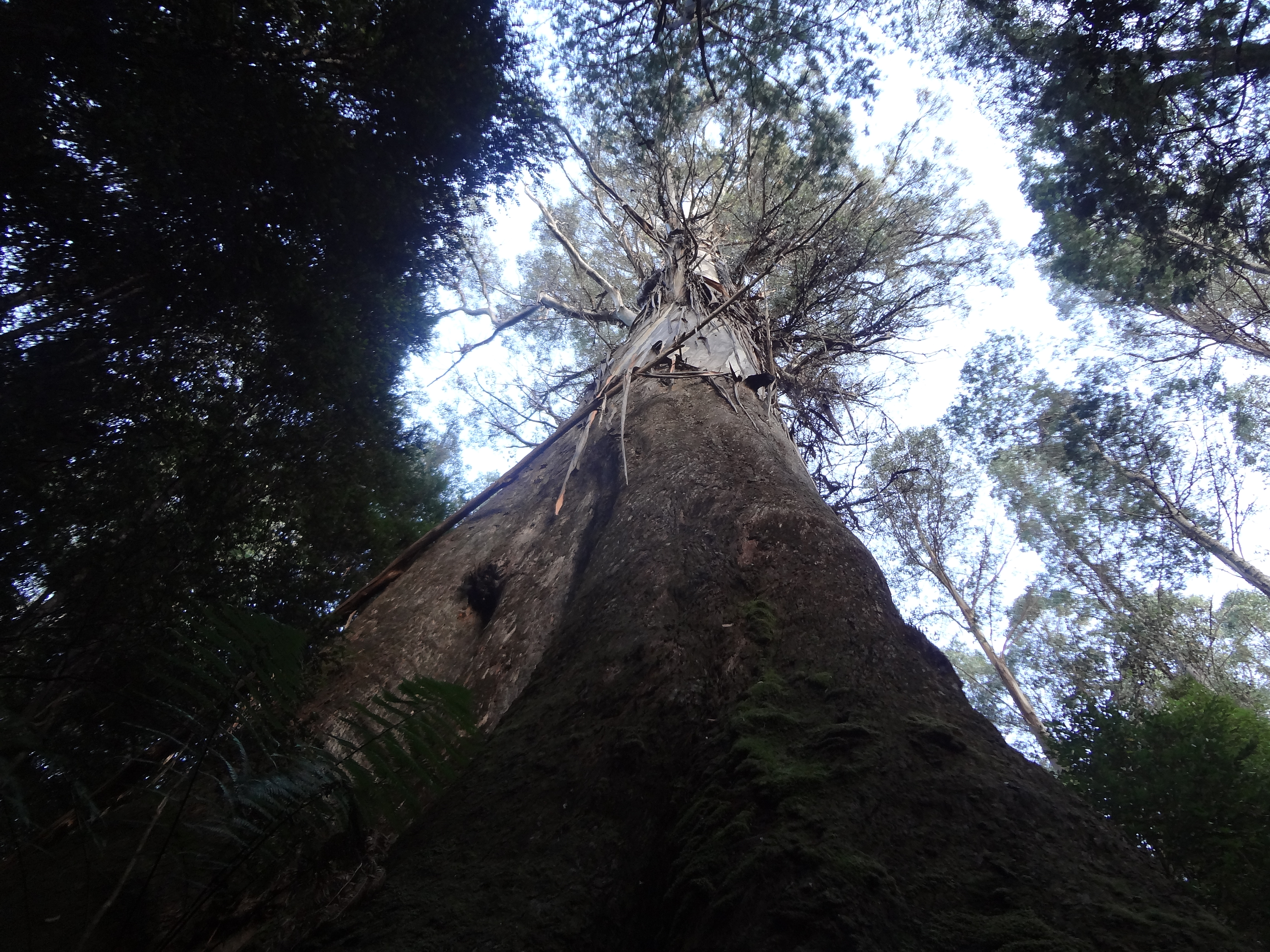
Arve Big Tree, Tasmanie avant les feux de brousse de 2019-2020 en Australie
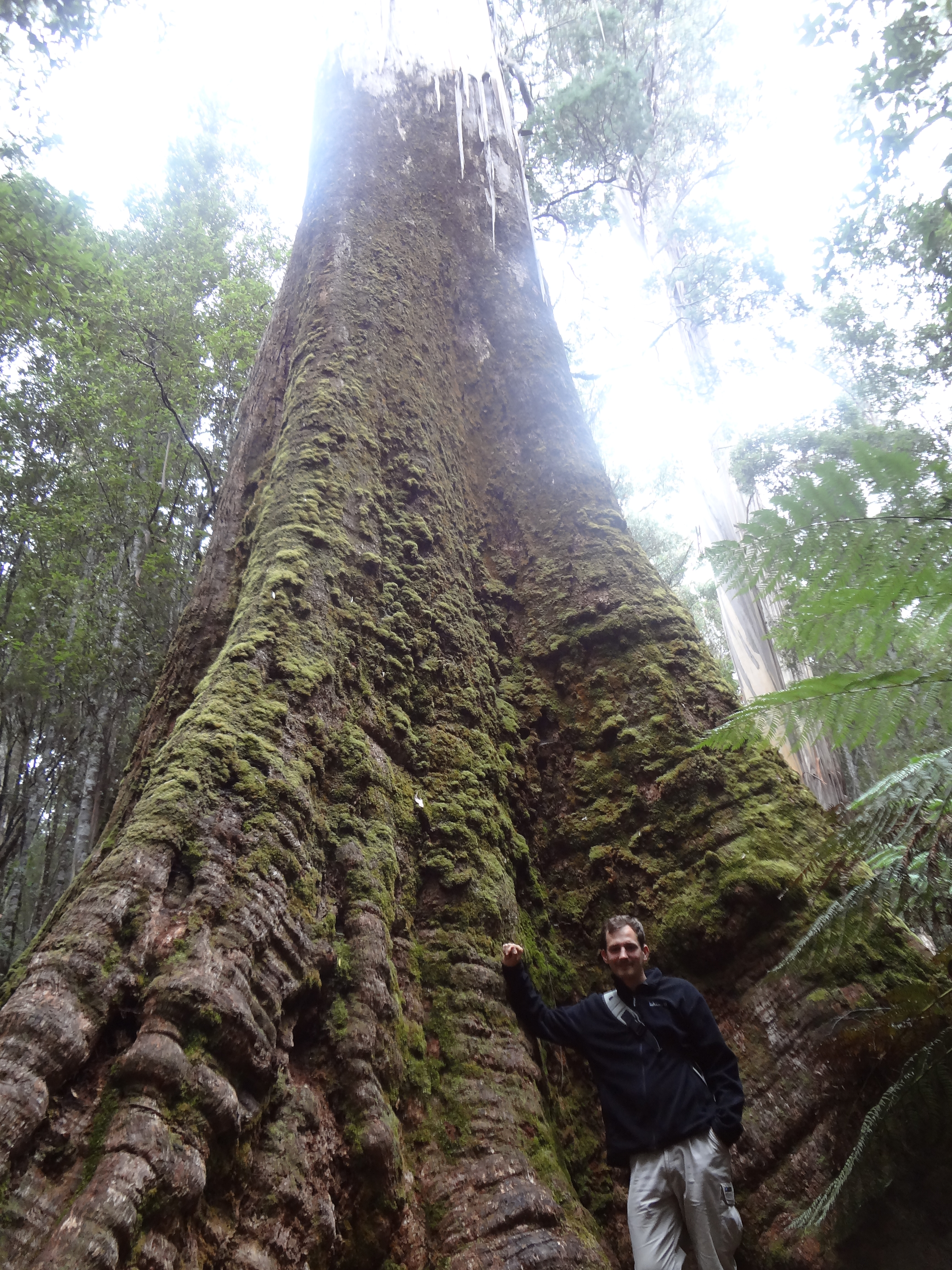
Contrefort d ' Eucalyptus regnans
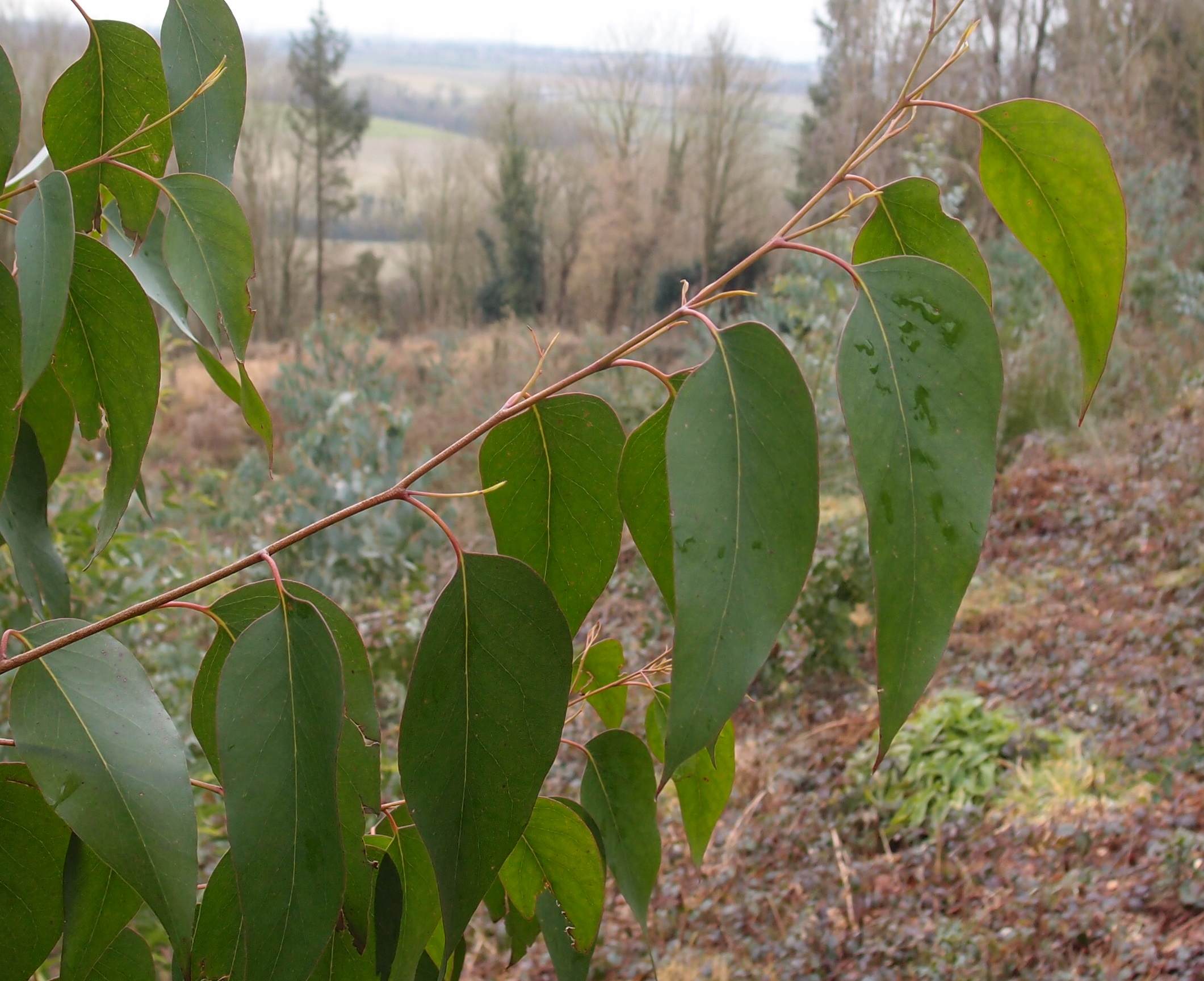
feuillage d'Eucalyptus regnans au jardin jungle

## Utilisation

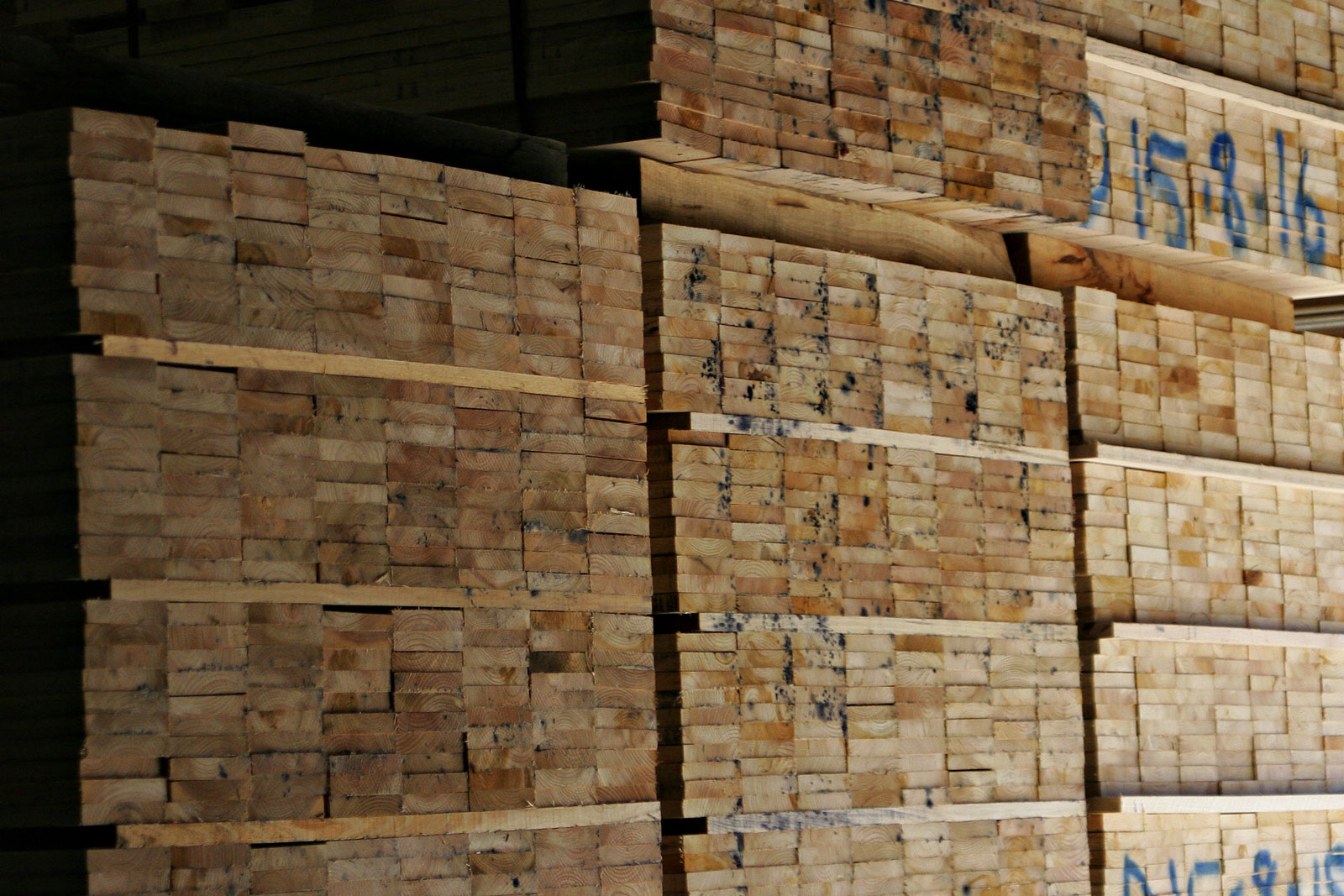
Exploitation australienne d'Eucalyptus.

Cet arbre à croissance rapide est utilisé pour son bois, en construction et dans l'industrie papetière.